# Boletus michoacanus
Boletus michoacanus es una especie de hongo boleto de la familia Boletaceae. Propio de México, la especie fue descrita en 1978 por el micólogo norteamericano Rolf Singer.